# Mark Rycroft
Mark Rycroft (né le 12 juillet 1978 à Penticton, province de la Colombie-Britannique) est un joueur professionnel canadien de hockey sur glace. Il évoluait au poste d'ailier. 
Il joue huit saisons au niveau professionnel dans la Ligue américaine de hockey, la Ligue nationale de hockey et la Ligue Magnus entre 2000 et 2008. Ce joueur travailleur est un joueur de troisième ou quatrième ligne qui amène de l'énergie et s'illustre par ses mises en échec.

## Biographie

### Ses débuts
Mark Rycroft est le fils d'Al Rycroft qui a pratiqué le hockey sur glace au niveau professionnel. Son frère cadet Travis Rycroft et son cousin Daymen Rycroft ont joué dans les ligues mineures d'Amérique du Nord.
À l'âge de quatre ans, il commence à patiner à Brooks dans l'Alberta
. En 1993, il commence sa carrière à Penticton où il a grandi. Il joue avec l'Ice de Penticton dans la catégorie Midget AAA de la British Columbia Amateur Hockey Association pendant deux ans. Il inscrit 188 points, dont 80 buts, en 103 parties disputées dans cette catégorie.
En 1995, il intègre l'effectif des Clippers de Nanaimo dans la Ligue de hockey de la Colombie-Britannique. Pour sa première saison dans cette ligue de niveau junior A, Rycroft dispute les 60 matchs de la saison régulière comptant 45 points. Les Clippers le nomment recrue de la saison. Troisièmes de la Division Island, les Clippers terminent leur parcours en quart de finale des séries éliminatoires battus quatre victoires à une par les Vipers de Vernon, futurs vainqueurs de la coupe Fred-Page.
Lors de la saison 1996-1997, Rycroft marque 67 points, dont 32 buts, en 58 matchs. Il est le meilleur buteur de son équipe en situation d'infériorité numérique. Les Eagles de South Surrey prennent la première place de l'association Côtière devant Rycroft et ses coéquipiers. Les Paper Kings de Powell River barrent la route de l'équipe de Nanaimo en quart de finale en cinq matchs.
En 1997, il est recruté par George Gwozdecky, Steve Miller et Rico Blasi, entraîneurs de l'équipe de hockey sur glace de l'Université de Denver qui évolue dans la Western Collegiate Hockey Association (WCHA). Les Pioneers se rangent au huitième rang de la WCHA qui comprend neuf équipes. Rycroft inscrit 15 buts pour 32 points, alors que le meilleur pointeur de sa formation Paul Comrie en totalise 40. Les Pioneers honorent Rycroft en lui décernant le trophée Barry Sharp de la meilleure recrue. De plus, il est nommé par la WCHA dans l'équipe des recrues de la saison.
Au cours de la saison 1998-1999, Rycroft réalise sa saison la plus prolifique dans le championnat NCAA, que ce soit au total de buts (19 soit le dixième total de saison de la WCHA), d'assistances (18) et donc de points (37). Rycroft et les Pioneers terminent troisièmes de la WCHA après le Fighting Sioux du Dakota du Nord et les Tigers de Colorado College et l'équipe de Denver remporte les séries éliminatoires de la WCHA. Elle se qualifie pour le tournoi final du championnat NCAA, mais s'incline 5-3 en quart de finale face aux Spartans de l'Université de l'État du Michigan.
Pour sa troisième et dernière saison universitaire, Rycroft est promu capitaine des Pioneers. Il poste 17 assistances et autant de buts, le quatrième total de sa formation qui termine septième sur dix équipes prenant part à la WCHA.
Au cours de son cursus universitaire, le numéro 21 des Pioneers a inscrit 15 buts victorieux et 20 buts en avantage numérique.

### Les Ice Cats de Worcester
Le 15 mai 2000, il signe un contrat avec les Blues de Saint-Louis, étant notamment supervisé par Ralph Backstrom, ancien entraîneur de l'université de Denver.
Lors de la saison saison 2000-2001, les Blues l'assignent à leur club ferme des IceCats de Worcester dans la Ligue américaine de hockey. À ses débuts, Chris Murray et Pascal Rhéaume le prennent sous leur aile et le conseillent. Lors de son deuxième match professionnel, il inscrit un triplé contre les Falcons de Springfield pour une victoire 4-2. Le 9 mars 2001, il inscrit face aux Panthers de Louisville deux buts en supériorité numérique en l'espace de 22 secondes, établissant le record de la franchise. Il termine la saison avec 50 points, terminant sixième scoreur chez les recrues de la ligue, le troisième de l'équipe de Worcester après Rhéaume (59 points) et Daniel Corso (56 points). Il est le meilleur buteur de l'équipe avec 24 buts, un total lui permettant d'égaler Stéphane Roy détenteur du record de buts pour une recrue avec Worcester. L'équipe de Don Granato remporte la saison régulière et décroche les Trophée Macgregor-Kilpatrick du champion de la saison régulière et le trophée F.-G.-« Teddy »-Oke du vainqueur de la saison régulière dans la division Est. Lors des séries éliminatoires de la Coupe Calder, l'équipe s'impose trois victoires à une sur les Lock Monsters de Lowell en demi-finale de division. Elle s'incline quatre victoires à trois face aux Bruins de Providence en finale de division. Rycroft marque deux buts et ajoute cinq assistances en onze matchs. Il est le troisième pointeur de l'équipe après Justin Papineau et Jame Pollock, respectivement dix et huit points. Avec plusieurs joueurs des IceCats, il est ensuite appelé par les Blues qui jouent et perdent la finale d'association de l'Ouest face à l'Avalanche du Colorado. Rycroft reste en tribunes mais s'acclimate avec l'équipe et rencontre quelques-uns de ses futurs coéquipiers.

### Les Blues de Saint-Louis
En 2001-2002, Rycroft joue ses premiers matchs dans la Ligue nationale de hockey avec les Blues de Saint-Louis. Il y fait ses débuts le 4 octobre 2001 face aux Blue Jackets de Columbus. Deux jours plus tard, il réalise sa première assistance face aux Predators de Nashville. La blessure à la mâchoire de Scott Mellanby et la mise en réserve d'autres joueurs lui permettent de monter sur la glace. L'entraîneur Joel Quenneville l'aligne le plus souvent avec Cory Stillman et Daniel Corso. Il joue neuf parties de saison régulière avec les Blues pour trois assistances. Les Blues finissent au quatrième rang de l'association de l'Ouest mais Rycroft ne participe pas aux séries éliminatoires de la Coupe Stanley. Lors du retour des joueurs cadres, il est renvoyé dans la LAH. Troisièmes de la Division Nord, les IceCats s'inclinent lors des séries de qualification pour les éliminatoires de la Coupe Calder. Le Moose du Manitoba remporte ce barrage deux victoires à une. Rycroft marque 31 points en 60 parties de saison régulière et ajoute une assistance lors des trois rencontres contre le Moose.
En 2002-2003, plusieurs blessures freinent la progression de Rycroft. Il reste dans la LAH, et ne joue que 45 matchs pour26 points. Les IceCats, troisièmes de la Division Nord, tombent au premier tour des séries éliminatoires face aux Senators de Binghamton avec trois défaites. L'attaquant ne joue qu'une seule des trois parties.
En 2003-2004, il réalise sa première saison complète avec les Blues. Rycroft est un joueur de troisième ou quatrième ligne. Il apporte son énergie en infériorité numérique pour tuer les pénalités et est à un rendement prolifique aux mises en échec. Il inscrit son premier but dans la ligue le 25 novembre 2003 face aux Bruins de Boston. Le 6 décembre 2003, il inscrit trois points dont un doublé contre les Predators de Nashville au côté du centre Petr Čajánek sur la troisième ligne des Blues. Ses 21 points le classent au 21e rang des recrues de la LNH et avec un pourcentage de réussite au lancer de 8,2 %, il termine troisième de ce classement. Cette saison est la plus prolifique de sa carrière dans la LNH en termes de points, de buts (9) et d'assistances (12). Septième de l'association de l'Ouest, les Blues sont menés par Keith Tkachuk, 71 points. Ils se qualifient pour les séries éliminatoires. Ils sont défaits en cinq matchs par les Sharks de San José en quart de finale de la Coupe Stanley. Rycroft, un temps blessé à une jambe, participe à trois de ces cinq rencontres et son compteur de points reste vierge.

### Les Diables rouges de Briançon

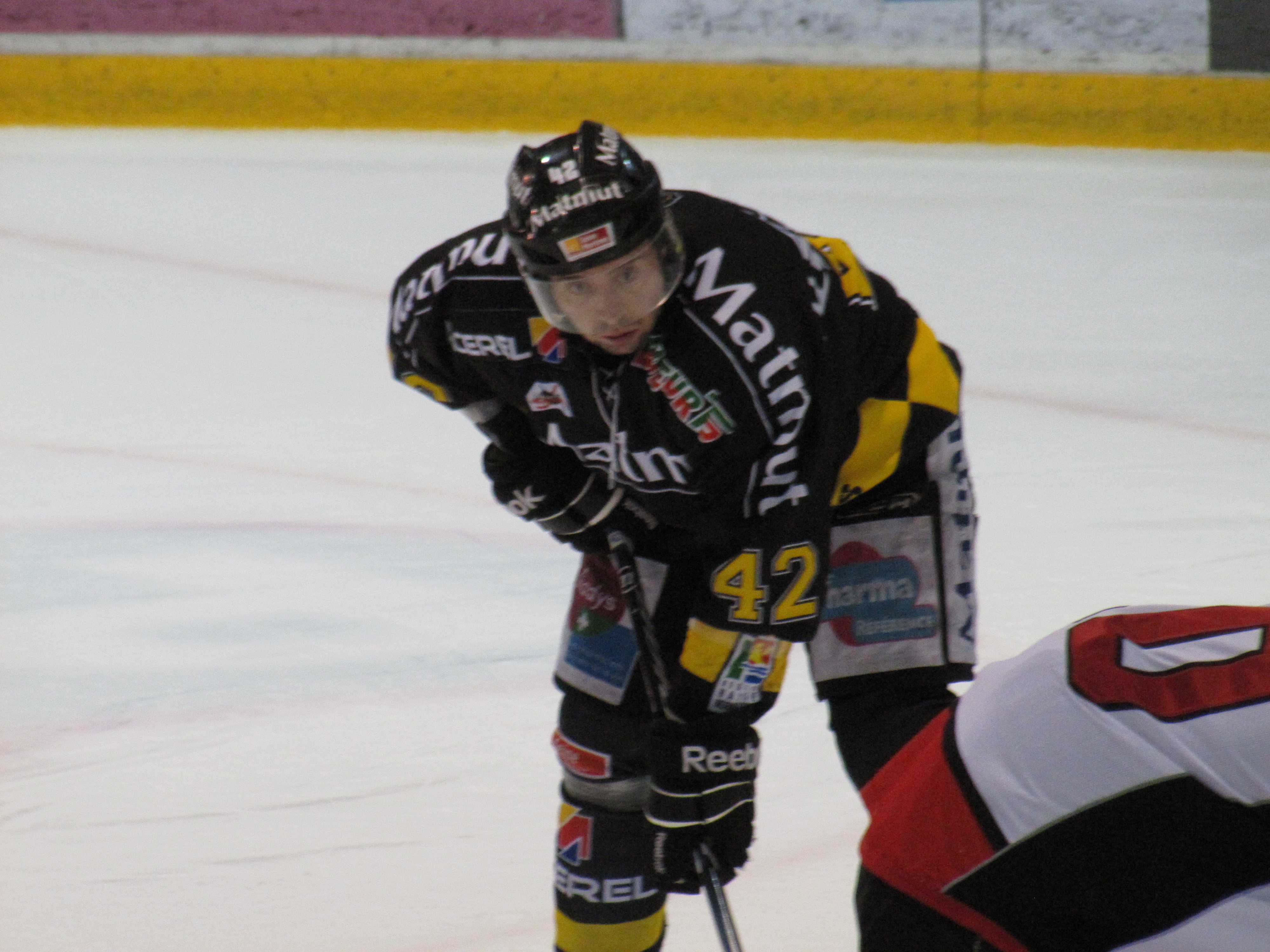
Julien Desrosiers évolue au centre de la ligne de Rycroft en 2004-2005.

Durant le lock-out 2004-2005 de la LNH, Rycroft n'envisage pas de vivre une saison blanche. Son agent lui trouve une possibilité de jouer en Europe. Les Diables rouges de Briançon et leur entraîneur Antoine Lucien Basile saisissent l'opportunité de le faire venir jouer dans la Ligue Magnus en remplacement de Jonas Lund, prêté à Lyon. Le numéro 19 des Diables Rouges est l'un des cinq joueurs de LNH qui pose ses valises en France pendant cette grève avec Steve Montador et Steven Reinprecht chez les Scorpions de Mulhouse, Brad Ference aux Pingouins de Morzine-Avoriaz et Steve Gainey aux Dauphins d'Épinal. Le 20 novembre 2004, il dispute son premier match face aux Sangliers Arvernes de Clermont et réalise son plus haut total de points de sa saison française avec un total de quatre points dont deux buts. En plus du championnat, l'équipe participe à la Coupe de France. Elle élimine successivement les Aigles de Nice (avec trois assistances de Rycroft), les Lynx de Valence et les Avalanches du Mont-Blanc en quart de finale avec deux points de Rycroft. Lors de la demi-finale disputée à la Patinoire René Froger, ils éliminent les Scorpions de Mulhouse 4-3 avec deux assistances pour le natif de Penticton. Lors de la finale disputée à Méribel, les Hauts-Alpins s'inclinent ce même score face aux Dragons de Rouen. Kimmo Salminen inscrit le but de la victoire à moins de deux minutes de la fin du temps réglementaire sur un tir de pénalité, son deuxième de la soirée. Rycroft inscrit sept points en s'alignant sur quatre des cinq matchs de son équipe.
Lors de sa campagne française, Rycroft est aligné sur la deuxième ligne d'attaque briançonnaise, dont le centre Julien Desrosiers. Rycroft, en 13 matchs, affiche un total de 16 points, la moitié de buts. Les coéquipiers du capitaine Éric Blais terminent cinquième de la saison régulière du championnat. Lors des séries éliminatoires, ils s'inclinent trois victoires à une au stade des quarts de finale face aux Scorpions de Mulhouse, futur vainqueur de l'épreuve. Rycroft, qui marque le dernier but de la saison des Diables rouges à Fabrice Lhenry, est le meilleur pointeur de l'équipe avec deux buts et une assistance à égalité avec Martin Filip et Desrosiers.

### Retour dans la LNH
En 2005-2006, il est de retour avec l'équipe du Missouri, après avoir signé un contrat d'un an le 12 août 2005. Le 8 février 2006, il inscrit face aux Canucks de Vancouver, le premier but gagnant de sa carrière dans la ligue nationale. Il est le joueur des Blues qui dispute le plus de matchs avec 80 des 82 confrontations de saison régulière. Il marque dix points dont quatre buts. Il ajoute un total de 102 mises en échecs, le plus haut total de l'équipe, et 36 lancers adverses bloqués. Les Blues terminent au dernier rang de la ligue avec le plus faible total de points (57 points). Rycroft marque six buts et sert quatre aides.
Le 12 juillet 2006, il revient dans l'État du Colorado où il avait effectué son cursus universitaire. Il signe un contrat avec l'Avalanche du Colorado dans la LNH. L'équipe ne parvient pas à se qualifier pour les séries éliminatoires en terminant la saison régulière 2006-2007 à la neuvième place de l'Association de l'Ouest. Rycroft est le seul joueur de l'effectif n'ayant pas été repêché. Il réalise 81 mises en échecs en 66 parties, le deuxième total chez les avants de l'Avalanche. Il est précédé de deux charges par Ian Laperrière qui a joué 15 matchs de plus que lui. L'ailier marque six assistances et le même nombre de buts.
Le 17 juillet 2007, il est re-signé en tant qu'agent libre par l'équipe du Colorado. Le contrat porte sur une saison et est d'une valeur estimée à 550 000 dollars.

### Dernière saison dans la LAH
Il est assigné dès le début de la saison 2007-2008 aux Monsters du lac Érié et il est l'un des membres les plus expérimentés. Il est promu capitaine par l'entraîneur Joe Sacco pour la première saison de l'équipe en LAH. Les débuts de l'équipe sont difficiles, elle remporte son premier match lors de sa septième rencontre contre le Crunch de Syracuse. Cody McLeod et Cody McCormick sont souvent ses partenaires de ligne sur le premier ou deuxième bloc. Il joue 30 matchs avec les Monsters pour six assistances et un but.
Le 23 janvier 2008, il est échangé aux Blue Jackets de Columbus en retour de l'attaquant Philippe Dupuis et du défenseur Darcy Campbell. Il est immédiatement laissé à disposition de leur club-école dans la LAH, le Crunch de Syracuse. Le 8 mars 2008, le Crunch honore les Blazers de Syracuse de l'Eastern Hockey League en portant les maillots des Blazers lors du match contre les Penguins de Wilkes-Barre/Scranton. Le père de Mark Rycroft, Al, portait le numéro 11 de l'ancienne franchise en 1972-1973, année du titre. Pour cette occasion, le capitaine du Crunch Zenon Konopka a échangé son numéro 11 avec le 32 de Rycroft. Le Crunch remporte ses 15 derniers matchs de la saison régulière pour finir au deuxième rang de la Division Nord derrière les Marlies de Toronto et se qualifier pour les séries éliminatoires de la Coupe Calder. Rycroft est alors aligné sur la quatrième ligne d'attaque et en infériorité numérique. Il marque 13 points en 34 parties de saison régulière avec le Crunch. Au premier tour des séries éliminatoires, l'équipe de Syracuse défait le Moose du Manitoba quatre victoires à deux. En finale de Division, après avoir mené trois victoires à une, la franchise s'incline en sept rencontres face aux Marlies de Toronto. Rycroft marque quatre points, la moitié de buts en treize rencontres.

### Reconversion
Le 16 juillet 2008, le Dinamo Minsk annonce sur son site Web que Rycroft va bientôt rejoindre l'équipe. Le club biélorusse intègre la nouvelle compétition en Eurasie, la Ligue continentale de hockey. Finalement, le nouvel entraîneur Paul Gardner quitte le club en août et Rycroft ne rejoint pas Minsk. Il décide de mettre un terme à sa carrière de joueur. Il a disputé 299 matchs dans la LNH, incluant les parties éliminatoires, pour 21 buts et 25 assistances.
Il reste dans le Colorado et s'installe à Denver. Il est marié à Dominique Cook. Celui qui a étudié le management immobilier à l'Université devient dirigeant d'une entreprise de vente de scooters sous les conseils de son beau-père. Il devient épisodiquement consultant pour la chaîne de télévision locale Altitude Sports and Entertainment qui diffuse les matchs de l'Avalanche et commente les matchs de Pioneers. Ses beaux-frères Jon Cook et Steven Cook, vainqueurs à deux reprises du Frozen Four en 2004 et 2005, ont porté également porté les couleurs des Pioneers de Denver.

## Statistiques
| Saison     | Équipe                     | Ligue        |     | Saison régulière | Saison régulière | Saison régulière | Saison régulière | Saison régulière |   | Séries éliminatoires | Séries éliminatoires | Séries éliminatoires | Séries éliminatoires | Séries éliminatoires |
| Saison     | Équipe                     | Ligue        | PJ  | B                | A                | Pts              | Pun              | PJ               | B | A                    | Pts                  | Pun                  |                      |                      |
| 1993-1994  | Ice de Penticton           | Midget AAA   | 60  | 47               | 65               | 112              | 100              | -                | - | -                    | -                    | -                    |                      |                      |
| 1994-1995  | Ice de Penticton           | Midget AAA   | 43  | 33               | 43               | 76               | 90               | -                | - | -                    | -                    | -                    |                      |                      |
| 1995-1996  | Clippers de Nanaimo        | LHCB         | 60  | 17               | 28               | 45               | 28               | -                | - | -                    | -                    | -                    |                      |                      |
| 1996-1997  | Clippers de Nanaimo        | LHCB         | 58  | 32               | 35               | 67               | 79               | -                | - | -                    | -                    | -                    |                      |                      |
| 1997-1998  | Pioneers de Denver         | NCAA         | 35  | 15               | 17               | 32               | 28               | -                | - | -                    | -                    | -                    |                      |                      |
| 1998-1999  | Pioneers de Denver         | NCAA         | 41  | 19               | 18               | 37               | 36               | -                | - | -                    | -                    | -                    |                      |                      |
| 1999-2000  | Pioneers de Denver         | NCAA         | 41  | 17               | 17               | 34               | 87               | -                | - | -                    | -                    | -                    |                      |                      |
| 2000-2001  | IceCats de Worcester       | LAH          | 71  | 24               | 26               | 50               | 68               | 11               | 2 | 5                    | 7                    | 4                    |                      |                      |
| 2001-2002  | Blues de Saint-Louis       | LNH          | 9   | 0                | 3                | 3                | 4                | -                | - | -                    | -                    | -                    |                      |                      |
| 2001-2002  | IceCats de Worcester       | LAH          | 66  | 12               | 19               | 31               | 68               | 3                | 0 | 1                    | 1                    | 0                    |                      |                      |
| 2002-2003  | IceCats de Worcester       | LAH          | 45  | 8                | 18               | 26               | 35               | 1                | 0 | 0                    | 0                    | 0                    |                      |                      |
| 2003-2004  | Blues de Saint-Louis       | LNH          | 71  | 9                | 12               | 21               | 32               | 3                | 0 | 0                    | 0                    | 2                    |                      |                      |
| 2004-2005  | Diables rouges de Briançon | Ligue Magnus | 13  | 8                | 8                | 16               | 18               | 4                | 2 | 1                    | 3                    | 0                    |                      |                      |
| 2004-2005  | Diables rouges de Briançon | CdF          | 4   | 1                | 6                | 7                | 0                | -                | - | -                    | -                    | -                    |                      |                      |
| 2005-2006  | Blues de Saint-Louis       | LNH          | 80  | 6                | 4                | 10               | 46               | -                | - | -                    | -                    | -                    |                      |                      |
| 2006-2007  | Avalanche du Colorado      | LNH          | 66  | 6                | 6                | 12               | 31               | -                | - | -                    | -                    | -                    |                      |                      |
| 2007-2008  | Monsters du lac Érié       | LAH          | 30  | 1                | 6                | 7                | 17               | -                | - | -                    | -                    | -                    |                      |                      |
| 2007-2008  | Crunch de Syracuse         | LAH          | 34  | 3                | 10               | 13               | 10               | 13               | 2 | 2                    | 4                    | 4                    |                      |                      |
| Totaux LNH | Totaux LNH                 | Totaux LNH   | 226 | 21               | 25               | 46               | 113              | 3                | 0 | 0                    | 0                    | 2                    |                      |                      |

## Trophées et honneurs personnels

### Clippers de Nanaimo
- 1995-1996 : désigné meilleur débutant.
- 1996-1997 : meilleur buteur en infériorité numérique.

### NCAA
- 1997-1998 : nommé dans l'équipe des recrues de WCHA.

### Pioneers de Denver
- 1998 : remporte le trophée Barry Sharp.

### Ligue américaine de hockey
- Nommé joueur Sher-Wood de la semaine du 5 au 11 mars 2001 [49](auteur de six buts, une assistance en trois parties)[50].

### IceCats de Worcester
- 2000-2001 : nommé recrue de l'année.